# Zeugitana
Zeugitana o Zeugitania fue una región político-administrativa perteneciente al Imperio romano.

## Etimología
Su denominación, probablemente, deriva de la ciudad de Zeugis (mencionada por Àticus) y el sufijo -tania, o del mundo Zeugitanus o Ziguensis (citado por Solinus) que actualmente es la montaña Zaghouan o Zowwan. Autores como Estrabón la denominan Carcedònia o provincia de Cartago.

## Ubicación
El territorio de la Zeugitana equivaldría a la actual Túnez. Durante la época del bajo Imperio romano limitaba al sur con Bizacena, al oeste con Numidia (el río Tusca, denominado actualmente Zaine, era la frontera) y al noroeste con el mar Mediterráneo. En tiempos de César se le llama Provincia Vetus o África Propia, en oposición a la nueva África conquistada (Numidia). Además, estaba bañada por el río Bagradas por lo que en general era un país fértil y con importantes recursos agrícolas que eran aprovechados por el Imperio. Las ciudades de gran importancia se hallaban en la costa y entre ellas destacan:
- Siagul
- Neàpolis de Zeugitana
- Materense Oppidum
- Curuba
- Aspis o Clupea
- Carpas
- Cartago
- Castra Cornelia
- Útica
- Hippo Diarrhytus

## Origen
Durante la administración del emperador Diocleciano (284-305) compartida con Maximiano se produjeron diferentes reformas administrativas. Estas se caracterizaron por poseer el objetivo de reforzar la autoridad imperial, disminuir el poder del procónsul y aumentar los recursos fiscales. Para conseguir estos propósitos, se inició una política basada en el aumento de los servicios militares y civiles que los ciudadanos debían prestar al Imperio. Además se ejecutó una reorganización de las divisiones provinciales, creando de esta forma el gobierno más grande y más burocratizado de la historia de Roma hasta entonces.
Una de las reformas llevadas a cabo por Dioclesiano en la Dioecesis Africae, afectó al África Proconsular que se dividió en tres provincias diferentes:
- En primer lugar, la Zeugitana, ubicada en el norte y con capital en la antigua Cartago que conservó el nombre de África Proconsular pues estaba regida por un procónsul nombrado directamente por el emperador.
- En segundo lugar, la África Bizacena más al sur con capital en Hadrumeta la actual Susa Tunecina.
- En tercer y último lugar, la África Tripolitana al sureste ocupando casi toda la costa del golfo de Sirte, actuales territorios del sur de Túnez y Libia; con capital en Leptis Magna, cuna del emperador Septimio Severo.

## Organización política
El gobierno de la provincia de Zeugitana lo ostentaba un procónsul con el rango de clarissimus vir (hombre ilustrísimo de ascendencia senatorial), asistido por dos legados, uno en el mismo Cartago y otro en Hipona.
- Datos: Q196974